# Monte Serla
Monte Serla (německy Sarlkofel) je 2 378 m vysoká hora v Dolomitech. Střeží přístup do údolí val di Landro z údolí Pustertal, konkrétně z Toblachu v Jižním Tyrolsku.

## Toponymum
Název odkazuje na zvláštní typ dolomitové horniny: dolomit Serla, velmi světlá dolomitová hornina.

## Popis
Vrchol je poměrně osamocený a za svou proslulost jako panoramatický vrchol vděčí své vynikající poloze. Z vrcholu je totiž vynikající výhled na západní svah Sextenských Dolomit (Val dei Baranci, Alpe delle Pecore), na vrchol Picco di Vallandro a severní svah Croda Rossa d'Ampezzo, na Cime di Braies a Colli Alti.
Na severu se v celé své kráse odhaluje Pusterské údolí a objevují se také zadní a severní Pusterské Alpy, Vysoké Taury a dále na západě Zillertalské Alpy.
Vrchol se z městečka Toblach pod ním jeví jako nepřístupná hora se strmými, skalnatými stěnami. Aniž bychom však chtěli vrchol jakkoli znehodnotit, zjistíme, že na vnitřním svahu se již nenachází žádné strmé stěny, ale široké zelené louky, které tvoří Alpe Serla, kde se v létě pasou četné krávy.

## Možné túry

### Z údolí val di Landro přes Alpe Serla
Túra trvá 4–6 hodin s převýšením 800 m. Chcete-li se dostat na úpatí údolí Val di Serla, musíte nejprve vjet do údolí Val di Landro po státní silnici č. 51 až na 130. kilometr (4 km od Dobbiaco Nuova) a zaparkovat na začátku polní mýtiny vlevo u potoka Rio dei Baranci. Po pravé straně silnice se sejde po polní cestě k elektrárně Schmelze, která se obejde po levé straně, přejde se malý most přes řeku Rienza a pokračujte kousek lesem. Asi po 20 metrech se objeví ukazatel označující začátek turistické trasy č. 14, která vede na vrchol Monte Serla, zpočátku po poměrně strmé polní cestě. Po překonání 500 metrech výškového rozdílu se dojde k salaši Malga Serle (Sarlhütte - 1720 m). Cesta poté pokračuje vlevo, postupně modřínový les řídne, až se cesta dostane na plošinu Alpe Serla s širokými zelenými loukami a mnoha pasoucími se kravami. Cesta pokračuje do průsmyku Serla (Sarlriedel, 2099 m) a dále až na vrchol Monte Serla (2378 m), kde si lze vychutnat fantastické výhledy na okolní vrcholky Dolomit. Zpět je možné jít stejnou cestou nebo udělat okruh přes statek Troger a jezero Toblacher See.

### Kolem Monte Serla
Túra trvá 6–7 hodin s převýšením 1160 m. Z parkoviště u zážitkového parku a arény v Toblachu se jde kolem malé kapličky ke statku Troger (1437 m). Od usedlosti sice vede štěrková cesta do kopce, ale doporučuje se držet turistické stezky č. 16 vpravo, která protíná vlásenkové zatáčky cesty. Stezka stoupá hustým lesem až do výšky 1800 m, kde jedle ustupují modřínu a začínají se otevírat velké zelené louky. Odtud se jde po stezce č. 33 směrem na jih, mírně se klesá a přechází přes suťovou rokli. Následuje šikmé stoupání mezi horskými borovicemi do sedla forcella Serla (Sarlsattel, 2229 m), odkud začíná závěrečný výstup na vrchol pro ty zdatnější (dobrá 1 hodina cesty tam a zpět). Z průsmyku se však můžete vydat i na zpáteční cestu, a to klesáním směrem k hoře Lungo (Lungkofel), podél ohrady, až narazíte na malou dřevěnou ohradu po levé straně. Zde se objeví několik cedulí označujících zkratku k salaši Malga Serla (1720 m) přes louky a modřínové lesy. Od salaše se sestupuje po strmé polní cestě až k cestě vedoucí zpět k jezeru Toblacher See a poté k parkovišti.

### Z údolí Braies
Túra trvá 5–6 hodin s převýšením 1000 m. Abyste se z údolí valle di Braies dostali na Monte Serla, musíte dojít do vesničky Bagni di Braies Vecchia a vydat se po cestě č. 15, která vede na salaš Malga Pozzo (Putzalm, 1740 m). Je možné se tam dostat také po stezce č. 15A, která však začíná ve Villabasse, přesněji v Bagni di Pian di Maria. Poté, co se dojde k Malga Pozzo, pokračuje se po turistické cestě č. 16, která vede pod vrchol Suezkopf (2052) a dále strmým stoupáním, místy exponovanou cestou, do sedla forcella Serla (Sarlsattel, 2229 m). Odtud se pokračuje na vrchol.
Alternativně je možné jít po stezce č. 14, která začíná asi o sto metrů dále v údolí Braies než stezka č. 15, která však vede do průsmyku Serla (Sarlriedel, 2099 m). Odtud je pak nutné jít asi 40 minut po stezce č. 33, abychom se dostali do sedla forcella Serla (Sarlsattel, 2229 m) a poté na vrchol.

## Galerie

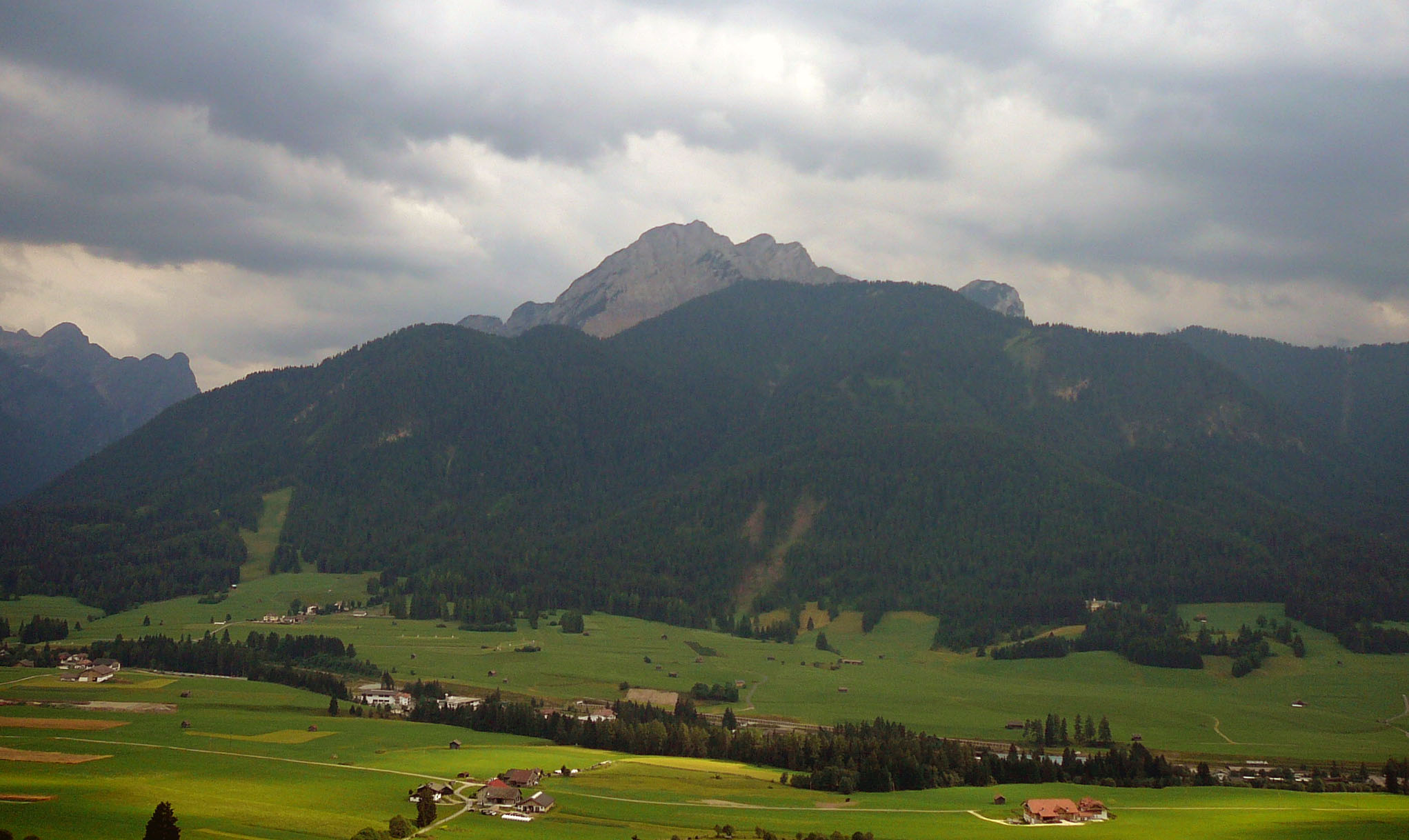
Monte Serla při pohledu z Candelle (Dobbiaco)
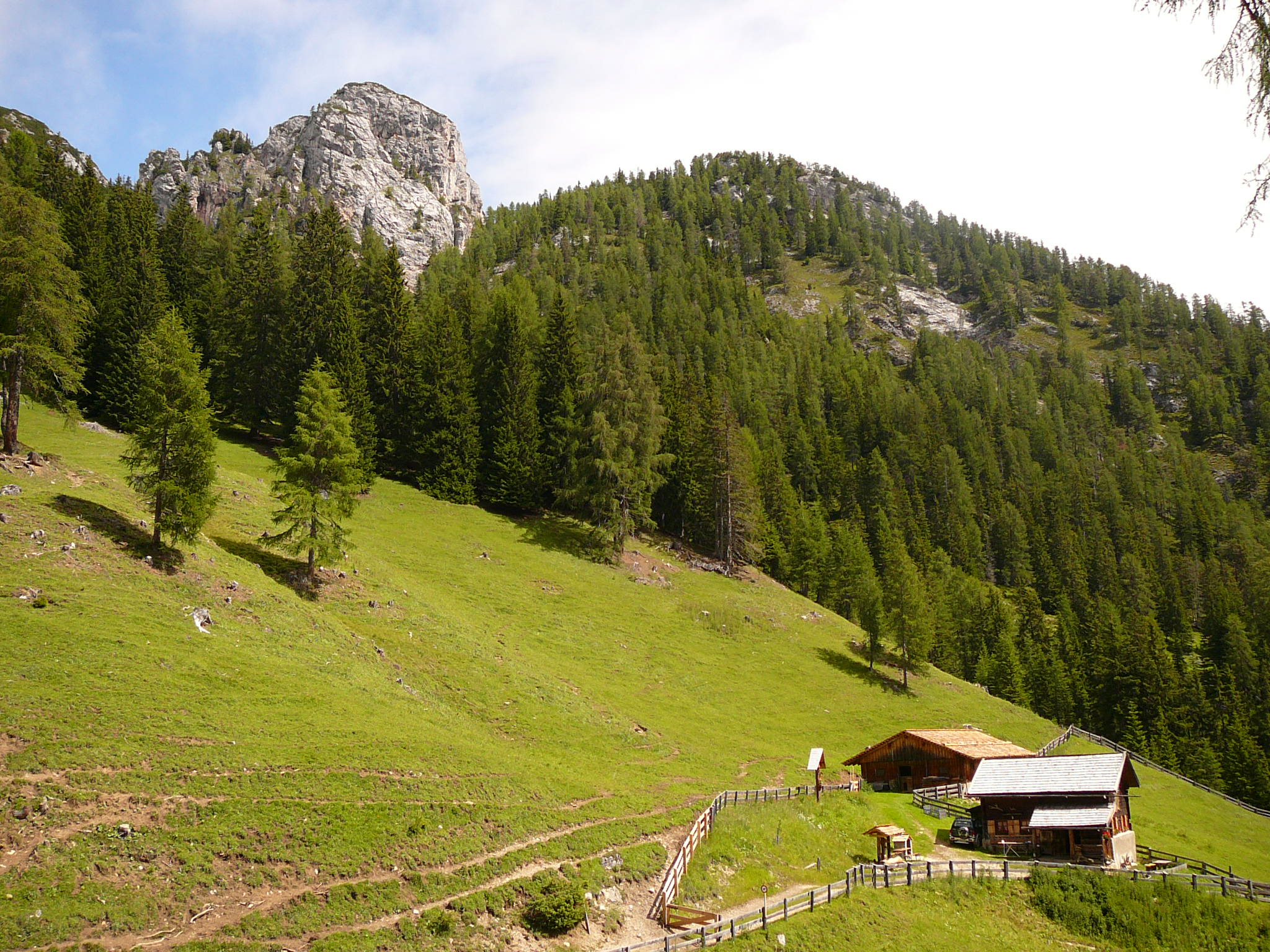
salaš Malga Serla
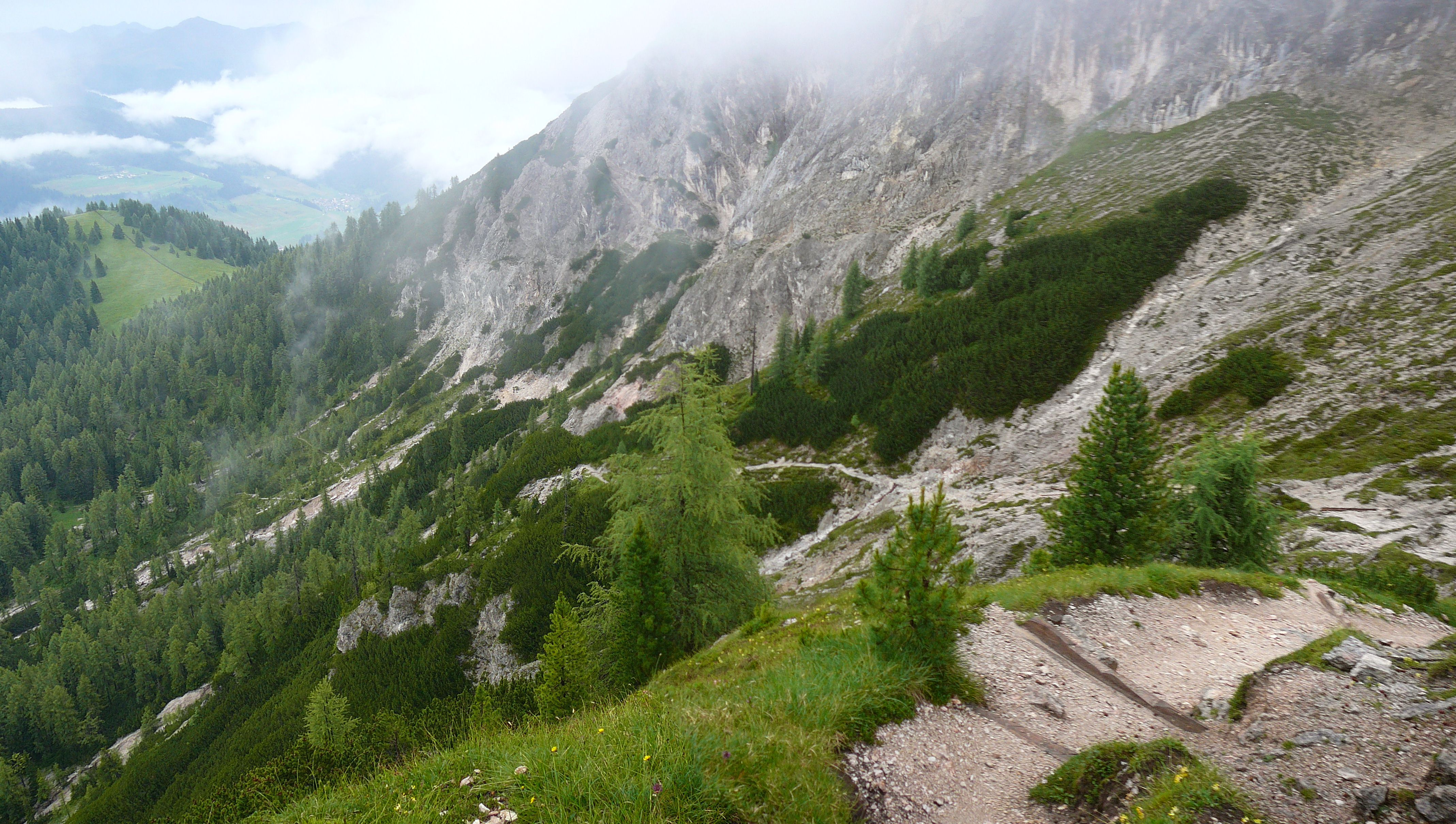
Výstup na Monte Serla cestou č. 16
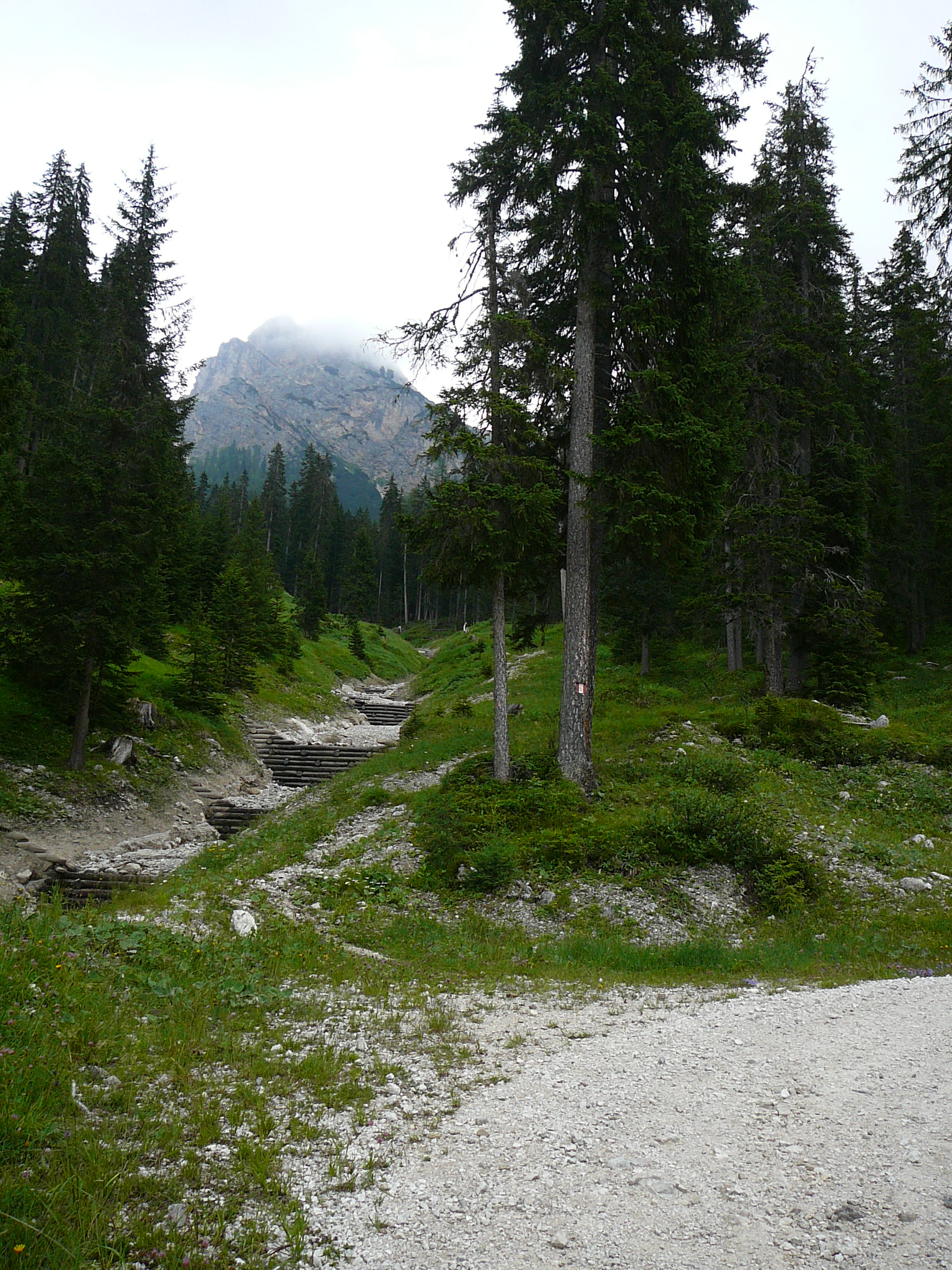
Začátek cesty č. 14 na Monte Serla
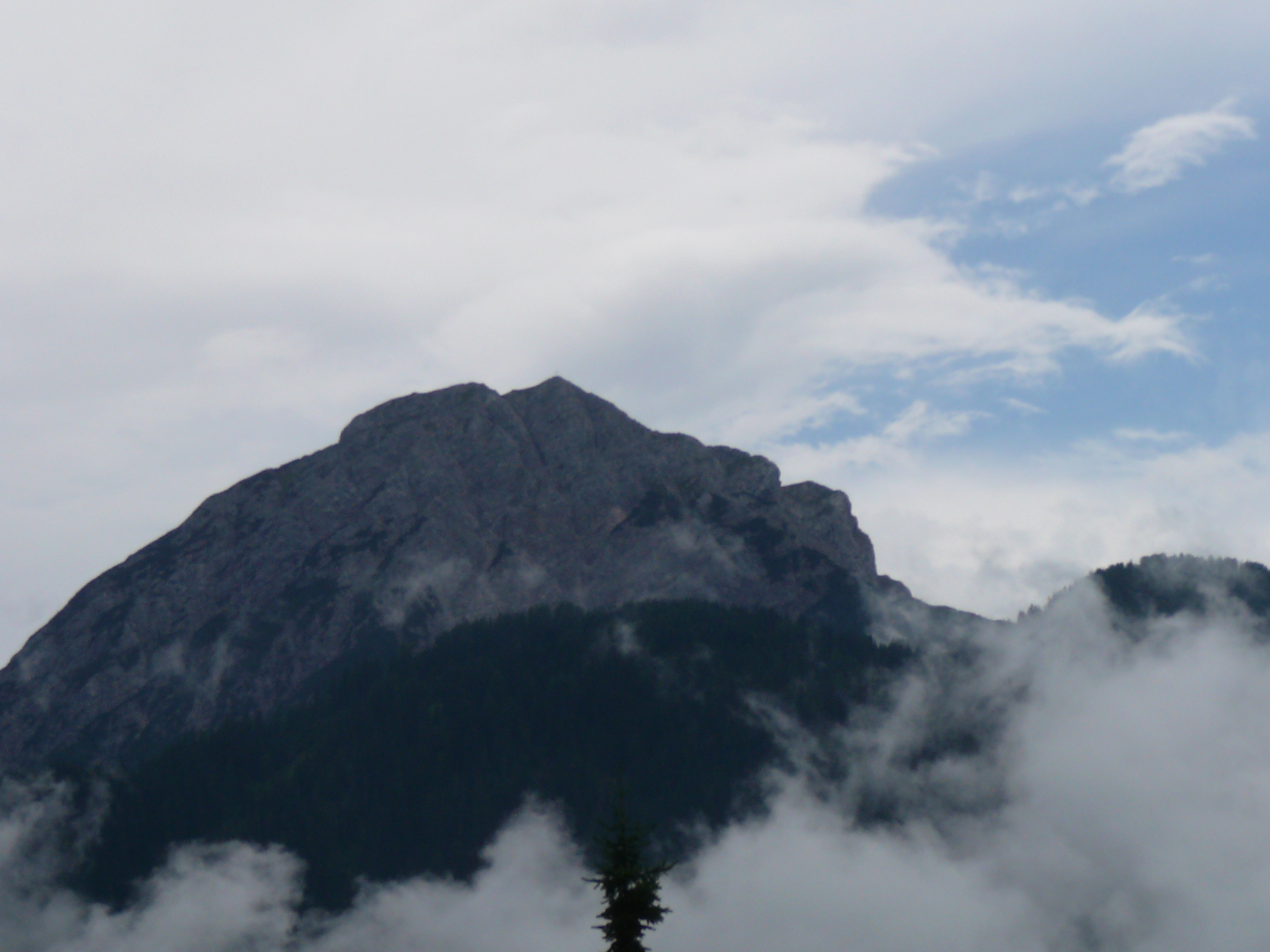
Monte Serla - podled od Toblachu